# 香川県道218号財田上高瀬線
香川県道218号財田上高瀬線（かがわけんどう218ごう さいたかみたかせせん）は、香川県三豊市を通る一般県道である。

## 概要

### 路線データ
- 起点：香川県三豊市財田町財田上（国道32号交点）
- 終点：香川県三豊市高瀬町新名（香川県道221号宮尾高瀬線終点）

## 路線状況

### 重複区間
- 国道377号（三豊市山本町神田）
- 香川県道24号善通寺大野原線（三豊市高瀬町佐股甲・二宮駐在所 - 三豊市高瀬町佐股）

## 地理

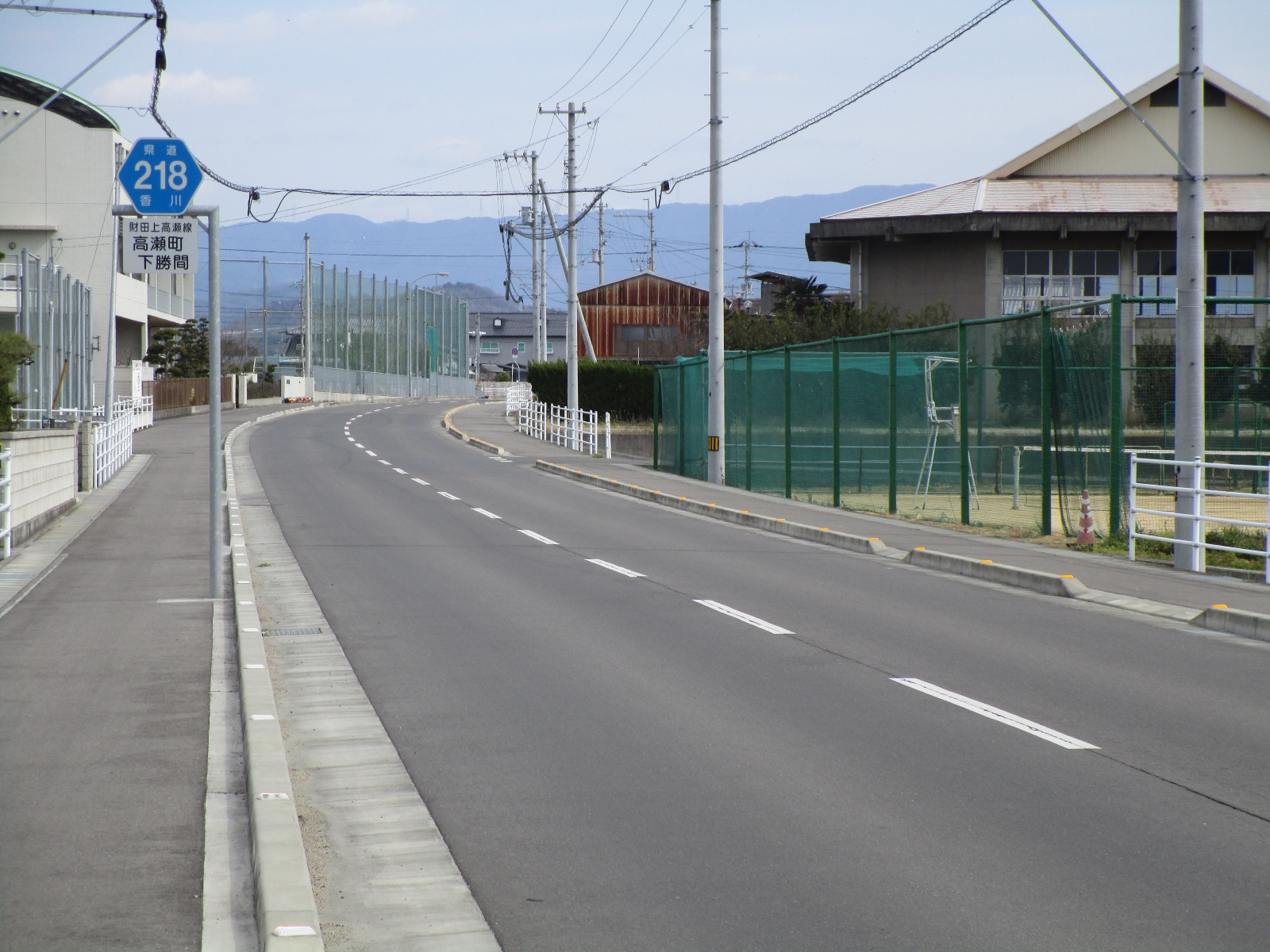
香川県道218号財田上高瀬線（高瀬中学校付近）

### 通過する自治体
- 三豊市

### 交差する道路
| 交差する道路                            | 交差する場所 | 交差する場所       |
| --------------------------------------- | ------------ | ------------------ |
| 国道32号                                | 財田町財田上 | 起点               |
| 国道377号 重複区間起点                  | 山本町神田   |                    |
| 国道377号 重複区間終点                  | 山本町神田   | 砂川交差点         |
| 香川県道225号羽方豊中線                 | 高瀬町羽方   |                    |
| 香川県道24号善通寺大野原線 重複区間起点 | 高瀬町佐股甲 | 二宮駐在所前交差点 |
| 香川県道24号善通寺大野原線 重複区間終点 | 高瀬町佐股   |                    |
| 香川県道49号観音寺善通寺線              | 高瀬町下勝間 |                    |
| 国道11号                                | 高瀬町下勝間 | 高瀬駅前通り交差点 |
| 香川県道23号詫間琴平線                  | 高瀬町新名   | 高瀬町新名交差点   |
| 香川県道221号宮尾高瀬線                 | 高瀬町新名   | 終点               |

### 沿線
- 三豊市立和光中学校
- 三豊警察署 二宮駐在所
- 三豊市立二ノ宮小学校
- 三豊市立勝間小学校
- 三豊市立高瀬中学校
- 三豊市役所
- JR四国予讃線 高瀬駅